# À l'aube
Albums de Soso Maness
Avec le temps
(2021)
À l'aube est le quatrième album de Soso Maness, sorti le 10 juin 2022.

## Liste des titres
| 1.    | Véridique                                  | Kozbeatz                 | 1:28 |
| 2.    | À l'aube (feat. Dinos)                     | Thomas Balmayer          | 3:04 |
| 3.    | Gerson                                     | Dr Devil, Trizy          | 2:31 |
| 4.    | Peine de mort                              | Dr Devil                 | 3:29 |
| 5.    | DLB 17                                     | DANCE, Amine Edge        | 2:27 |
| 6.    | Appel entrant                              |                          | 0:30 |
| 7.    | Clé de sol                                 | BBP                      | 2:49 |
| 8.    | Parapluie (feat. Maes)                     | Thomas Balmayer          | 3:15 |
| 9.    | Cuatro                                     | Dance, Amine Edge        | 2:12 |
| 10.   | Appel sortant                              |                          | 0:30 |
| 11.   | L'hymne du pogo (feat. Vladimir Cauchemar) | Vladimir Cauchemar       | 3:30 |
| 12.   | Va jober (feat. SCH)                       | Phazz                    | 2:55 |
| 13.   | Regarde-moi                                | Amine Edge, DANCE, Ojo   | 2:40 |
| 14.   | Carré rouge (feat. Josman)                 | Thomas Balmayer, DECH    | 2:57 |
| 15.   | Piranha                                    | BBP                      | 3:25 |
| 16.   | DLC (feat. Mac Tyer)                       | Amine Edge, DANCE, Ojo   | 2:19 |
| 17.   | Zone hostile                               | Wysko, DANCE, Amine Edge | 2:34 |
| 18.   | Crépuscule                                 | Dr Devil, QAM, OB, Trizy | 2:18 |
| 19.   | Appel manqué                               |                          | 0:23 |
| 45:05 |                                            |                          |      |

## Clips vidéos
- Piranha : 16 mars 2022
- Crépuscule : 29 avril 2022
- À l'aube (avec Dinos) : 12 mai 2022
- Peine de mort : 26 mai 2022
- Va jober (avec SCH) : 10 juin 2022
- Parapluie (avec Maes) : 30 juin 2022
- DLB 17 : 22 juillet 2022
- L'hymne du pogo (avec Vladimir Cauchemar) : 27 juillet 2022

## Classements

### Classements hebdomadaires
| Classements (2019)           | Meilleure position |
| ---------------------------- | ------------------ |
| France (SNEP)                | 4                  |
| Belgique (Wallonie Ultratop) | 38                 |
| Suisse (Schweizer Hitparade) | 73                 |